# Legalidade (filme)
Legalidade é um filme de drama brasileiro de 2019, dirigido por Zeca Brito e escrito pelo próprio diretor em parceria com Léo Garcia. Estrelado por Leonardo Machado, Cleo, Fernando Alves Pinto, José Henrique Ligabue e Letícia Sabatella, o filme acompanha a história de um triângulo amoroso que tem como pano de fundo movimentos da Campanha da Legalidade no cenário político do Brasil dos início dos anos 1960.
Legalidade teve sua estreia em 10 de abril de 2019 no Festival de Cinema Latino de Chicago e foi lançado nos cinemas do Brasil a partir de 12 de setembro de 2019 pela Boulevard Filmes. O filme foi recebido com avaliações negativas pela crítica cinematográfica, que destacou os excessos do roteiro e as atuações do elenco como ponto fraco. No entanto, a performance Leonardo Machado foi elogiada e premiada no Festival Guarnicê de Cinema. O filme esteve entre os 12 selecionados para concorrer a uma vaga para representar o Brasil ao Óscar de melhor filme internacional, em 2020.

## Enredo
Brasil, 1961. Após a renúncia de Jânio Quadros à presidência, o vice-presidente João Goulart assume naturalmente o cargo. No entanto, setores da sociedade, liderados pelos militares, protestam contra a posse de Jango, devido às suas posições políticas de esquerda. Sob a liderança de Leonel Brizola (Leonardo Machado), surge o movimento Legalidade, com o objetivo de garantir a posse do vice-presidente, gerando um conflito no Rio Grande do Sul entre a população e o núcleo militar. Em meio à agitação política e social, um triângulo amoroso se forma entre Cecília (Cleo), Luis Carlos (Fernando Alves Pinto) e Tonho (José Henrique Ligabue). Anos depois, Blanca (Letícia Sabatella), suposta filha de Cecília e Tonho, representa uma figura em busca de respostas sobre a vida de seus pais. No contexto do filme, sugere-se que ambos tenham falecido em decorrência da ditadura militar que se instaurou nos anos seguintes aos eventos retratados.

## Elenco
- Leonardo Machado como Leonel Brizola
- Cleo como Cecília Ruiz[5]
- Fernando Alves Pinto como Luís Carlos
- José Henrique Ligabue como Tonho
- Letícia Sabatella como Blanca

## Produção

### Concepção

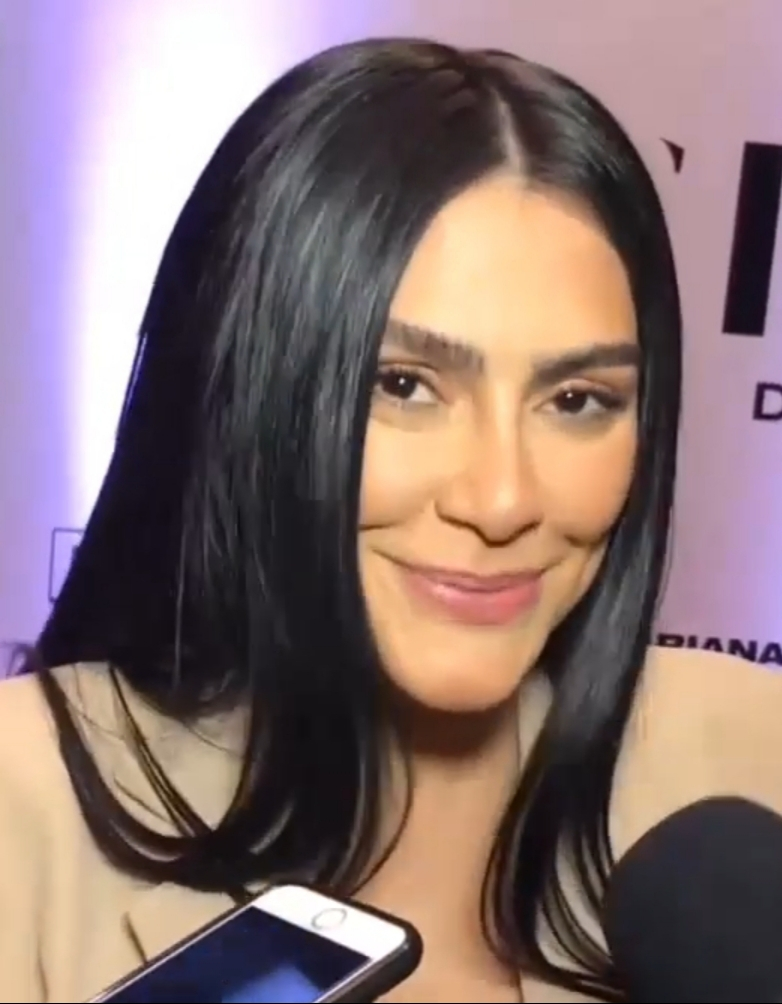
A personagem de Cleo (foto) representa uma metáfora dos interesses internacionais nos movimentos políticos do Brasil.

A elaboração do roteiro de Legalidade envolveu um equilíbrio delicado entre o compromisso com a verdade histórica e a liberdade para construir um romance. A ideia de criar o projeto nasceu a partir do pai do diretro Zeca Brito, Sapiran Brito, que lhe disse que o movimento da Legalidade renderia um bom filme. Sapiran Brito foi trabalhista com Leonel Brizola como sua principal referência pública. O diretor já tinha uma conexão pessoal com o protagonista da história desde a infância. Com a ideia em mãos, Zeca Brito convidou Léo Garcia para colaborar na escrita do roteiro. O pai de Garcia também encorajou a realização do filme, reconhecendo a relevância da história. Em um país com memória frágil, as histórias familiares desempenham um papel fundamental. O ponto de partida da dupla foi o romance histórico, um gênero literário muito valorizado no Rio Grande do Sul.
A partir daí, os dois mergulharam em um longo processo de pesquisa, buscando ler tudo o que estava disponível sobre o episódio, incluindo livros, dissertações, teses e entrevistas. O objetivo era compor uma cronologia que abrangesse diferentes perspectivas. Além disso, eles realizaram entrevistas com testemunhas e familiares dos personagens, enriquecendo ainda mais a abordagem do roteiro. Os personagens históricos forneceram ações e diálogos reais, abordando os dilemas da nação e a luta democrática. Por outro lado, os personagens fictícios representaram a paixão, o drama, a aventura e as emoções humanas. Eles foram concebidos como sínteses ou metáforas de uma realidade, ideia ou discurso específico.
Um exemplo disso é a personagem Cecília Ruiz (interpretada por Cleo), que funciona como uma metáfora dos "interesses internacionais". Ela representa uma jornalista americana e sua visão sobre a democracia brasileira. Embora a presença de Cecília no filme seja fictícia e poética, ela é resultado de uma síntese e interpretação histórica. Vale destacar que Brizola foi um dos homens mais investigados pela CIA naquele período, o que ressalta a relevância dos temas abordados na trama. Ao conciliar fatos históricos com elementos ficcionais, o roteiro de "Legalidade" busca retratar tanto a realidade política da época quanto as emoções e experiências humanas que permearam aquele período turbulento da história brasileira.

### Desenvolvimento

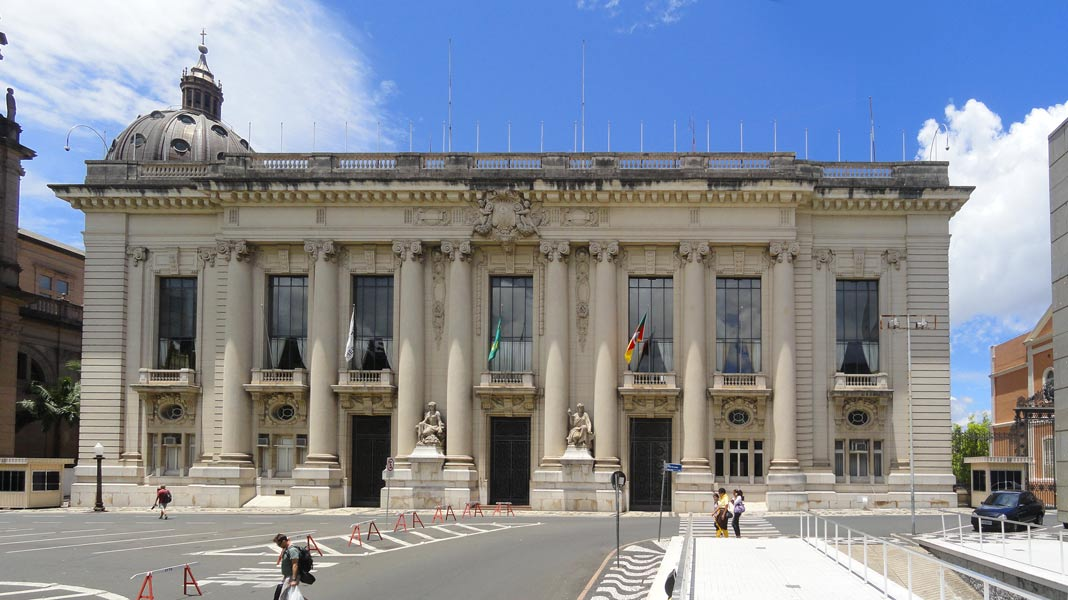
O Palácio Piratini, sede do governo do Rio Grande do Sul, serviu como cenário para o filme.

Com um orçamento de R$ 2,5 milhões, o filme Legalidade foi um projeto que demandou nove anos de trabalho incansável, envolvendo mais de 2 mil pessoas. É o resultado de produção realizada pela Prana Filmes, bem como de todo o elenco e equipe que dedicaram seu tempo e habilidades ao projeto. As filmagens iniciaram-se em maio de 2017 em Porto Alegre, no Rio Grande do Sul. As locações das cenas de Legalidade incluíram ambientes icônicos e reconhecíveis, como o Paço Municipal, sede da prefeitura de Porto Alegre, e o Palácio Piratini, centro do governo do Estado. A produção do filme recebeu apoio da Porto Alegre Film Commission, um órgão da prefeitura cujo objetivo é atrair e apoiar produções audiovisuais que promovam a cidade como cenário para filmes nacionais e internacionais. Através desse suporte, o filme pôde utilizar esses locais emblemáticos para recriar os eventos históricos que compõem a trama do filme.
Legalidade é o resultado de sete anos de produção, com cinco deles dedicados à pesquisa e escrita do roteiro por Zeca Brito e Leo Garcia. O filme entrelaça um triângulo amoroso fictício com o pano de fundo histórico real da Legalidade, um movimento liderado pelo jovem governador do Rio Grande do Sul, Leonel Brizola (interpretado por Machado), no final de agosto e início de setembro de 1961. O objetivo do movimento era garantir a posse de João Goulart na Presidência da República, de acordo com o que previa a constituição, e impedir uma tentativa de golpe militar.
Durante os tensos 14 dias em que Brizola busca organizar um movimento de resistência no Palácio Piratini, convocando a população através do rádio, o filme se concentra em duas narrativas paralelas envolvendo dois irmãos disputando o amor da mesma mulher. Fernando Alves Pinto interpreta Luis Carlos, um antropólogo e amigo de Brizola, que se torna rival de seu irmão jornalista Tonho (interpretado por José Henrique Ligabue) pela atenção da correspondente internacional do The Washington Post, Cecília (interpretada por Cleo). Embora o personagem de Luis Carlos tenha sido vagamente inspirado em Darcy Ribeiro, correligionário e amigo de Brizola, o próprio Fernando Alves Pinto afirmou em uma entrevista concedida durante as filmagens à Zero Hora que sua atuação não apresenta a mesma efusividade vulcânica do personagem original.

## Lançamento
O filme teve sua estreia mundial no Festival de Cinema Latino de Chicago, que ocorreu entre 28 de março e 11 de abril de 2019. O filme participou do Festival de Gramado, em agosto de 2019, sendo exibido fora da mostra competitiva oficial do evento. Em 12 de setembro de 2019 foi lançado comercialmente nos cinemas do Brasil pela Boulevard Filmes. Voltou a ser exibido nos Estados Unidos em 4 de outubro durante o Festival de Cinema Latino de Seattle. Na Romênia, foi exibido no Wallachia Film Festival em 11 de outubro. Na Guatemala, esteve na mostra de filmes do ICARO - Festival Internacional de Cine en Centroamérica, em 9 de novembro de 2019.

## Recepção

### Análise da crítica
Legalidade recebeu avaliações negativas dos críticos em geral, que citaram a falta de profundidade na contextualização do momento político em que a história se ambienta como um dos pontos que enfraquecem a produção. Christopher Goulart, para o site GZH, escreveu que o filme contém "equívocos grosseiros". Para Goulart, o filme apresenta alguns equívocos significativos e perde a oportunidade de abordar em paralelo aos eventos ocorridos no Rio Grande do Sul, a viagem de Jango com todos os seus detalhes precisos. Essa abordagem poderia proporcionar ao Brasil uma compreensão mais profunda das razões que levaram Jango a aceitar o regime parlamentarista, indo de encontro ao objetivo da campanha da Legalidade. O filme poderia ter sido uma justa e merecida homenagem a Brizola, porém, ao negligenciar a verdadeira história brasileira, perde essa oportunidade.
Matheus Mans, do Esquina da Cultura, ressaltou o desempenho fraco do elenco, dizendo que Cleo Pires mostra-se novamente como uma atriz com limitações evidentes. Embora tenha momentos pontuais de acerto, no geral ela não consegue se desenvolver plenamente em seu papel. José Henrique Ligabue acaba sendo esquecível em sua atuação, enquanto Fernando Alves Pinto decepciona completamente. Seu personagem é artificial, pouco convincente e, francamente, tedioso. No meio desse elenco, é apenas Leonardo Machado que se destaca e consegue salvar a situação.
No agregador AdoroCinema, a obra possui uma média de 2,7 de 5 estrelas () com base em três resenhas críticas publicadas na imprensa. A crítica do próprio site diz: "Dividido em dois setores praticamente iguais, Legalidade é um filme bipolar que mostra competência ao retratar o que de fato aconteceu e desleixo quando precisa criar a partir disto. Se é válido como retrato de uma época por muitos esquecida, e também como exemplo da força de um líder político perante a população, fracassa de forma retumbante quando tenta estabelecer um triângulo amoroso insípido e artificial ou mesmo apresentar alguma relação com o pós-ditadura. De positivo, fica também o apuro técnico demonstrado no longa-metragem, especialmente na recriação dos anos 60 e mesmo ao conseguir rodar cenas importantes dentro do próprio Palácio Piratini".
Neusa Barbosa, do site Cineweb, escreveu: "Legalidade tem o mérito inegável de resgatar um episódio fundamental na história brasileira, desconhecido de vários contemporâneos, além de ter potencial para mobilizar consciências sobre as possibilidades de resistência em tempos obscuros". Do jornal O Globo, Daniel Schenker, disse: "A autenticidade do registro histórico é frisada por meio da inclusão de imagens de arquivo. O recurso, apesar de ter seu uso ocasionalmente restrito à confirmação dos acontecimentos, funciona". Para o crítico da Folha de S.Paulo, Naief Haddad, o filme combina a movimentação histórica de Brizola e seus aliados com enredos fictícios de desencontros amorosos envolvendo personagens ligados ao poder. No entanto, a ênfase excessiva no enredo amoroso acaba diminuindo parte da força do que é o verdadeiro trunfo do filme: a trama política baseada em fatos reais. O potencial da história política é relegado a um segundo plano em detrimento dos elementos românticos, comprometendo a narrativa e seu impacto como um todo.

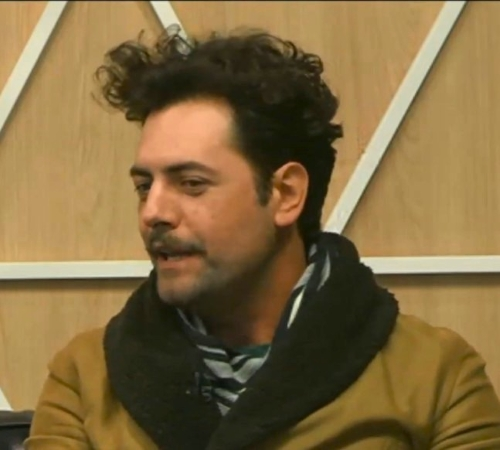
O ator Leonardo Machado foi homenageado postumamente durante o 42º Festival Guarnicê.

### Prêmios e indicações
Em sua estreia no 42° Festival Guarnicê de Cinema, em 2019, Legalidade saiu-se vencedor nas categorias de Melhor Direção (Zeca Brito), Melhor Direção de Arte (Adriana Borba), Melhor Direção de Fotografia (Bruno Polidoro) e Melhor Ator para Leonardo Machado, em homenagem póstuma ao ator que faleceu em 2018. O filme recebeu o Troféu Kikito do 47° Festival de Cinema de Gramado na categoria de Melhor Direção de Fotografia para Bruno Polidoro. O filme ainda recebeu o prêmio de Melhor Cinematografia no Encontro Nacional de Cinema e Vídeo dos Sertões. Recebeu os prêmios de Melhor Filme e Melhor Direção da Mostra XII Brazilian Film Festival. No 3º Moody Crab Film Festival, foi eleito melhor filme.